# Bråby Station
Bråby station ligger på jernbanestrækningen "Lille Syd" mellem Haslev og Holme Olstrup stationer – stationen blev lukket i 1960.
Bråby stationen anlagdes i 1923-1924 ca. 2 km vest for Bråby hvor banen krydser kommunevejen Skuderløse-Bråby. Efter en periode fra 1960, hvor stationen var nedrykket til trinbræt, forsvandt Bråby helt fra køreplanen 1. oktober 1972.

## Ulykken i 1994
14. april 1994 kolliderede et godstog og et regionaltog noget syd for den tidligere Bråby Station ved Haslev. Godstoget, bestående af 25 vogne læsset med trækævler samt to lokomotiver litra MZ 1439 og 1442, kom fra Næstved og skulle til Køge. Regionaltoget, med fire personvogne trukket af ME 1523, kom fra Roskilde og skulle til Næstved. Lokomotivføreren i regionaltoget nåede at standse toget, så han kunne hoppe af. Lokomotivføreren godstoget sprang ind i maskinrummet på det forreste af de to lokomotiver for at bringe sig i sikkerhed. Ingen omkom ved ulykken, én passager kom alvorligere til skade og 10 andre fik knubs. Der skete betydelig materiel skade på de tre lokomotiver og på vognene i regionaltoget.TV-indslag om ulykken her.
55°18′14.76″N 11°54′53.67″Ø / 55.3041000°N 11.9149083°Ø
|  | Denne artikel om en bygning eller et bygningsværk kan blive bedre, hvis der indsættes et (bedre) billede. Du kan hjælpe ved at afsøge Wikimedia Commons for et passende billede eller lægge et op på Wikimedia Commons med en af de tilladte licenser og indsætte det i artiklen. |